# Eleição presidencial em Artsaque em 2007
As eleições presidenciais foram realizadas na República Artsaque em 19 de julho de 2007. O presidente em exercício Arkady Ghukasyan foi constitucionalmente impedido de buscar um terceiro mandato então Bako Sahakyan, que era o chefe do Serviço de Segurança Nacional. Sahakyan foi apoiado pelo Partido Democrático de Artsaque, dois partidos de oposição e o governo armênio.
O principal desafiante de Sahakyan foi considerado o vice-ministro das Relações Exteriores Masis Mayilyan. O deputado armen Abgaryan, líder do Partido Comunista de Artsaque, Hrant Melkumyan, e Vanya Avanesyan, professora da Universidade Estadual de Artsaque, também foram candidatos.

## Resultado
| Candidato                            | Partido                              | Votos  | %      |
| ------------------------------------ | ------------------------------------ | ------ | ------ |
| Bako Sahakyan                        | Independente                         | 59,326 | 85.12  |
| Masis Mayilyan                       | Independente                         | 8,734  | 12.53  |
| Armen Abgaryan                       | Independente                         | 867    | 1.24   |
| Hrant Melkumyan                      | Partido Comunista                    | 554    | 0.79   |
| Vanya Avanesyan                      | Independente                         | 212    | 0.30   |
| Total                                | Total                                | 69,693 | 100.00 |
|                                      |                                      |        |        |
| Votos válidos                        | Votos válidos                        | 69,693 | 97.77  |
| Votos inválidos/em branco            | Votos inválidos/em branco            | 1,593  | 2.23   |
| Total de votos                       | Total de votos                       | 71,286 | 100.00 |
| Eleitores registrados/comparecimento | Eleitores registrados/comparecimento | 92,114 | 77.39  |
| Fonte: CEC                           |                                      |        |        |

## Reações internacionais
Numerosas organizações internacionais, como a ONU,a UE, a OTAN, o Conselho da Europa, a OSCE não reconheceram a legitimidade das eleições. A Presidência da União Europeia afirmou que, apesar de sua posição, as eleições "não devem ter qualquer impacto na solução pacífica do conflito Nagorno-Karabakh. Além disso, a UE lembra que os refugiados e as pessoas deslocadas internamente devem ter o direito a um retorno seguro, seguro e digno de suas casas, a fim de participar plenamente dos atos eleitorais." .
Da mesma forma, o presidente do Comitê de Ministros do Conselho da Europa afirmou que "reitera seu total apoio ao Grupo OSCE Minsk e seus Co-Presidentes em seus esforços para uma solução do conflito Nagorno Karabakh. Observa com preocupação que a realização dessas "eleições", antecipando o resultado das negociações em curso, não pode contribuir para a resolução do conflito. Apela a todas as partes interessadas a intensificar seus esforços para encontrar uma solução pacífica para o conflito, de acordo com o compromisso assumido pela Armênia e pelo Azerbaijão após a adesão ao Conselho da Europa.".